# Elezioni comunali in Calabria del 1993
Le elezioni comunali in Calabria del 1993 si tennero il 6 giugno (con ballottaggio il 20 giugno) e il 21 novembre (con ballottaggio il 5 dicembre); furono le prime col nuovo sistema elettorale maggioritario e l’elezione diretta del sindaco.

## Elezioni del giugno 1993

### Provincia di Cosenza

#### Paola
| Candidati                               | Candidati                         | II turno             | II turno         | I turno | I turno | Liste                                         | Voti   | %     | Seggi |
| Candidati                               | Candidati                         | Voti                 | %                | Voti    | %       | Liste                                         | Voti   | %     | Seggi |
| --------------------------------------- | --------------------------------- | -------------------- | ---------------- | ------- | ------- | --------------------------------------------- | ------ | ----- | ----- |
|                                         | Antonella Bruno Ganeri ✔️ Sindaca | 7 477                | 73,68            | 4 272   | 42,33   | Lista Civica per la Rinascita di Paola        | 2 880  | 28,04 | 9     |
| La Rete                                 | Antonella Bruno Ganeri ✔️ Sindaca | 7 477                | 73,68            | 4 272   | 42,33   | 914                                           | 8,90   | 3     |       |
|                                         | Michele Bartelli                  | 2 671                | 26,32            | 2 611   | 25,87   | Democrazia Cristiana                          | 2 644  | 25,74 | 4     |
| Partito Repubblicano Italiano           | Michele Bartelli                  | 2 671                | 26,32            | 2 611   | 25,87   | 575                                           | 5,60   | –     |       |
| Partito Socialista Democratico Italiano | Michele Bartelli                  | 2 671                | 26,32            | 2 611   | 25,87   | 290                                           | 2,82   | –     |       |
| Seggio di coalizione                    | Seggio di coalizione              | Seggio di coalizione | 26,32            | 2 611   | 25,87   | 1                                             |        |       |       |
|                                         | Mario Bottino                     | Mario Bottino        | Mario Bottino    | 1 489   | 14,75   | Rifondazione Comunista                        | 1 123  | 10,93 | –     |
| Seggio di coalizione                    | Seggio di coalizione              | Seggio di coalizione | Mario Bottino    | 1 489   | 14,75   | 1                                             |        |       |       |
|                                         | Domenico Romagno                  | Domenico Romagno     | Domenico Romagno | 1 337   | 13,25   | Lista Civica per Paola                        | 1 379  | 13,42 | 1     |
| Seggio di coalizione                    | Seggio di coalizione              | Seggio di coalizione | Domenico Romagno | 1 337   | 13,25   | 1                                             |        |       |       |
|                                         | Francesco Aloise                  | Francesco Aloise     | Francesco Aloise | 383     | 3,80    | Movimento Sociale Italiano - Destra Nazionale | 467    | 4,55  | –     |
| Totale                                  | Totale                            | 10 148               | 100              | 10 092  | 100     |                                               | 10 272 | 100   | 20    |
|                                         |                                   |                      |                  |         |         |                                               |        |       |       |
| Fonte: Ministero dell'interno           |                                   |                      |                  |         |         |                                               |        |       |       |

#### Rossano
| Candidati                               | Candidati                  | II turno                 | II turno                 | I turno | I turno | Liste                              | Voti   | %     | Seggi |
| Candidati                               | Candidati                  | Voti                     | %                        | Voti    | %       | Liste                              | Voti   | %     | Seggi |
| --------------------------------------- | -------------------------- | ------------------------ | ------------------------ | ------- | ------- | ---------------------------------- | ------ | ----- | ----- |
|                                         | Giuseppe Caputo ✔️ Sindaco | 8 594                    | 53,78                    | 5 321   | 30,09   | Lista Mani Pulite                  | 2 470  | 14,53 | 18    |
|                                         | Tonino Caracciolo          | 7 385                    | 46,22                    | 6 262   | 35,41   | Partito Democratico della Sinistra | 2 493  | 14,67 | 2     |
| Partito Socialista Italiano             | Tonino Caracciolo          | 7 385                    | 46,22                    | 6 262   | 35,41   | 2 157                              | 12,69  | 1     |       |
| Partito Socialista Democratico Italiano | Tonino Caracciolo          | 7 385                    | 46,22                    | 6 262   | 35,41   | 1 509                              | 8,88   | 1     |       |
| Seggio di coalizione                    | Seggio di coalizione       | Seggio di coalizione     | 46,22                    | 6 262   | 35,41   | 1                                  |        |       |       |
|                                         | Maria Antonietta Salvati   | Maria Antonietta Salvati | Maria Antonietta Salvati | 4 409   | 24,93   | Democrazia Cristiana               | 5 289  | 31,12 | 4     |
| Unità Democratica per Rossano           | Maria Antonietta Salvati   | Maria Antonietta Salvati | Maria Antonietta Salvati | 4 409   | 24,93   | 834                                | 4,91   | –     |       |
| Seggio di coalizione                    | Seggio di coalizione       | Seggio di coalizione     | Maria Antonietta Salvati | 4 409   | 24,93   | 1                                  |        |       |       |
|                                         | Francesco Veneziano        | Francesco Veneziano      | Francesco Veneziano      | 784     | 4,43    | Rifondazione Comunista (A)         | 960    | 5,65  | –     |
| Seggio di coalizione                    | Seggio di coalizione       | Seggio di coalizione     | Francesco Veneziano      | 784     | 4,43    | 1                                  |        |       |       |
|                                         | Maurizio Rizzo Striano     | Maurizio Rizzo Striano   | Maurizio Rizzo Striano   | 745     | 4,21    | Federazione dei Verdi              | 1 029  | 6,05  | –     |
| Seggio di coalizione                    | Seggio di coalizione       | Seggio di coalizione     | Maurizio Rizzo Striano   | 745     | 4,21    | 1                                  |        |       |       |
|                                         | Paolo De Falco             | Paolo De Falco           | Paolo De Falco           | 164     | 0,93    | Lega Nord                          | 254    | 1,49  | –     |
| Totale                                  | Totale                     | 15 979                   | 100                      | 17 685  | 100     |                                    | 16 995 | 100   | 30    |
|                                         |                            |                          |                          |         |         |                                    |        |       |       |
| Fonte: Ministero dell'interno           |                            |                          |                          |         |         |                                    |        |       |       |

### Provincia di Reggio Calabria

#### Taurianova
| Candidati                     | Candidati                                  | II turno             | II turno            | I turno | I turno | Liste                                         | Voti  | %     | Seggi |
| Candidati                     | Candidati                                  | Voti                 | %                   | Voti    | %       | Liste                                         | Voti  | %     | Seggi |
| ----------------------------- | ------------------------------------------ | -------------------- | ------------------- | ------- | ------- | --------------------------------------------- | ----- | ----- | ----- |
|                               | Emilio Maria Giuseppe Argiroffi ✔️ Sindaco | 5 345                | 64,01               | 1 949   | 21,76   | Rinnovamento per Taurianova                   | 1 698 | 19,74 | 12    |
|                               | Luigi Cordova                              | 3 005                | 35,99               | 2 019   | 22,55   | Liberali Democratici                          | 1 997 | 23,22 | 2     |
| Seggio di coalizione          | Seggio di coalizione                       | Seggio di coalizione | 35,99               | 2 019   | 22,55   | 1                                             |       |       |       |
|                               | Antonio Pietro Crea                        | Antonio Pietro Crea  | Antonio Pietro Crea | 1 627   | 18,17   | Nuova Democrazia                              | 1 666 | 19,37 | 1     |
| Seggio di coalizione          | Seggio di coalizione                       | Seggio di coalizione | Antonio Pietro Crea | 1 627   | 18,17   | 1                                             |       |       |       |
|                               | Angela Napoli                              | Angela Napoli        | Angela Napoli       | 1 325   | 14,80   | Movimento Sociale Italiano - Destra Nazionale | 1 213 | 14,10 | –     |
| Seggio di coalizione          | Seggio di coalizione                       | Seggio di coalizione | Angela Napoli       | 1 325   | 14,80   | 1                                             |       |       |       |
|                               | Carmelo Calabrò                            | Carmelo Calabrò      | Carmelo Calabrò     | 1 278   | 14,27   | Per Cambiare                                  | 1 221 | 14,20 | 1     |
| Seggio di coalizione          | Seggio di coalizione                       | Seggio di coalizione | Carmelo Calabrò     | 1 278   | 14,27   | 1                                             |       |       |       |
|                               | Michele Gullace                            | Michele Gullace      | Michele Gullace     | 459     | 5,13    | Taurianova Insieme                            | 383   | 4,45  | –     |
|                               | Giuseppe Ciano                             | Giuseppe Ciano       | Giuseppe Ciano      | 298     | 3,33    | Rifondazione Comunista                        | 422   | 4,91  | –     |
| Totale                        | Totale                                     | 8 350                | 100                 | 8 955   | 100     |                                               | 8 600 | 100   | 20    |
|                               |                                            |                      |                     |         |         |                                               |       |       |       |
| Fonte: Ministero dell'interno |                                            |                      |                     |         |         |                                               |       |       |       |

## Elezioni del novembre 1993

### Provincia di Catanzaro

#### Lamezia Terme
| Candidati                     | Candidati                                    | II turno                         | II turno                         | I turno | I turno | Liste                                                          | Voti   | %     | Seggi |
| Candidati                     | Candidati                                    | Voti                             | %                                | Voti    | %       | Liste                                                          | Voti   | %     | Seggi |
| ----------------------------- | -------------------------------------------- | -------------------------------- | -------------------------------- | ------- | ------- | -------------------------------------------------------------- | ------ | ----- | ----- |
|                               | Doris Lo Moro Trapuzzano Molinaro ✔️ Sindaca | 22 967                           | 67,72                            | 9 976   | 25,68   | Alleanza per Lamezia                                           | 7 748  | 21,09 | 18    |
|                               | Michele Roperto                              | 10 950                           | 32,28                            | 11 114  | 28,61   | Partito Socialista Italiano                                    | 7 545  | 20,53 | 3     |
| Democrazia Cristiana          | Michele Roperto                              | 10 950                           | 32,28                            | 11 114  | 28,61   | 7 248                                                          | 19,72  | 3     |       |
| Seggio di coalizione          | Seggio di coalizione                         | Seggio di coalizione             | 32,28                            | 11 114  | 28,61   | 1                                                              |        |       |       |
|                               | Egidio Chiarella                             | Egidio Chiarella                 | Egidio Chiarella                 | 5 669   | 14,59   | Movimento Cristiano Veritas                                    | 2 919  | 7,94  | –     |
| Seggio di coalizione          | Seggio di coalizione                         | Seggio di coalizione             | Egidio Chiarella                 | 5 669   | 14,59   | 1                                                              |        |       |       |
|                               | Benito Romano Vittorio De Grazia             | Benito Romano Vittorio De Grazia | Benito Romano Vittorio De Grazia | 4 324   | 11,13   | Alleanza-Patto-Centro Studi L.A.Z.Z.A.T.I. Lamezia ai Lametini | 3 246  | 8,83  | 1     |
| Unione di Centro              | Benito Romano Vittorio De Grazia             | Benito Romano Vittorio De Grazia | Benito Romano Vittorio De Grazia | 4 324   | 11,13   | 1 096                                                          | 2,98   | –     |       |
| Seggio di coalizione          | Seggio di coalizione                         | Seggio di coalizione             | Benito Romano Vittorio De Grazia | 4 324   | 11,13   | 1                                                              |        |       |       |
|                               | Nicolino Panedigrano                         | Nicolino Panedigrano             | Nicolino Panedigrano             | 3 569   | 9,19    | Rifondazione Comunista                                         | 3 300  | 8,98  | –     |
| Seggio di coalizione          | Seggio di coalizione                         | Seggio di coalizione             | Nicolino Panedigrano             | 3 569   | 9,19    | 1                                                              |        |       |       |
|                               | Fabrizio Maria Falvo                         | Fabrizio Maria Falvo             | Fabrizio Maria Falvo             | 2 881   | 7,42    | Movimento Sociale Italiano - Destra Nazionale                  | 2 468  | 6,72  | –     |
| Seggio di coalizione          | Seggio di coalizione                         | Seggio di coalizione             | Fabrizio Maria Falvo             | 2 881   | 7,42    | 1                                                              |        |       |       |
|                               | Ugo De Sarro                                 | Ugo De Sarro                     | Ugo De Sarro                     | 1 317   | 3,39    | Rinascita di Lamezia                                           | 1 176  | 3,20  | –     |
| Totale                        | Totale                                       | 33 917                           | 100                              | 38 850  | 100     |                                                                | 36 746 | 100   | 30    |
|                               |                                              |                                  |                                  |         |         |                                                                |        |       |       |
| Fonte: Ministero dell'interno |                                              |                                  |                                  |         |         |                                                                |        |       |       |

### Provincia di Cosenza

#### Cosenza
| Candidati                               | Candidati                  | II turno             | II turno            | I turno | I turno | Liste                              | Voti   | %     | Seggi |
| Candidati                               | Candidati                  | Voti                 | %                   | Voti    | %       | Liste                              | Voti   | %     | Seggi |
| --------------------------------------- | -------------------------- | -------------------- | ------------------- | ------- | ------- | ---------------------------------- | ------ | ----- | ----- |
|                                         | Giacomo Mancini ✔️ Sindaco | 21 601               | 58,58               | 8 297   | 18,04   | Cosenza Domani                     | 4 167  | 9,91  | 16    |
| Lista Cosenza                           | Giacomo Mancini ✔️ Sindaco | 21 601               | 58,58               | 8 297   | 18,04   | 2 316                              | 5,51   | 8     |       |
|                                         | Piero Carbone              | 15 272               | 41,42               | 9 615   | 20,91   | Popolari Cosenza                   | 5 688  | 13,53 | 3     |
| Liberali e Socialisti Europei           | Piero Carbone              | 15 272               | 41,42               | 9 615   | 20,91   | 2 374                              | 5,65   | 1     |       |
| Partito Socialista Democratico Italiano | Piero Carbone              | 15 272               | 41,42               | 9 615   | 20,91   | 1 832                              | 4,36   | 1     |       |
| Idea per la Città                       | Piero Carbone              | 15 272               | 41,42               | 9 615   | 20,91   | 1 058                              | 2,52   | –     |       |
| Seggio di coalizione                    | Seggio di coalizione       | Seggio di coalizione | 41,42               | 9 615   | 20,91   | 1                                  |        |       |       |
|                                         | Giuseppe Mazzotta          | Giuseppe Mazzotta    | Giuseppe Mazzotta   | 7 225   | 15,71   | Partito Democratico della Sinistra | 3 592  | 8,55  | 1     |
| Rifondazione Comunista                  | Giuseppe Mazzotta          | Giuseppe Mazzotta    | Giuseppe Mazzotta   | 7 225   | 15,71   | 1 954                              | 4,65   | 1     |       |
| Federazione dei Verdi                   | Giuseppe Mazzotta          | Giuseppe Mazzotta    | Giuseppe Mazzotta   | 7 225   | 15,71   | 1 047                              | 2,49   | –     |       |
| Seggio di coalizione                    | Seggio di coalizione       | Seggio di coalizione | Giuseppe Mazzotta   | 7 225   | 15,71   | 1                                  |        |       |       |
|                                         | Giuseppe Gentile           | Giuseppe Gentile     | Giuseppe Gentile    | 6 934   | 15,08   | Patto per la Città                 | 6 915  | 16,45 | 3     |
| Seggio di coalizione                    | Seggio di coalizione       | Seggio di coalizione | Giuseppe Gentile    | 6 934   | 15,08   | 1                                  |        |       |       |
|                                         | Tommaso Arnoni             | Tommaso Arnoni       | Tommaso Arnoni      | 6 110   | 13,29   | Impegno Civico                     | 4 375  | 10,41 | 1     |
| Seggio di coalizione                    | Seggio di coalizione       | Seggio di coalizione | Tommaso Arnoni      | 6 110   | 13,29   | 1                                  |        |       |       |
|                                         | Antonino Oliva             | Antonino Oliva       | Antonino Oliva      | 2 927   | 6,37    | Solidarietà e Rinnovamento         | 2 623  | 6,24  | –     |
| Seggio di coalizione                    | Seggio di coalizione       | Seggio di coalizione | Antonino Oliva      | 2 927   | 6,37    | 1                                  |        |       |       |
|                                         | Walter Aversa              | Walter Aversa        | Walter Aversa       | 1 361   | 2,96    | Movimento Federale Calabria Libera | 1 096  | 2,61  | –     |
|                                         | Paride Leporace            | Paride Leporace      | Paride Leporace     | 1 233   | 2,68    | Ciroma                             | 981    | 2,33  | –     |
|                                         | Maximiliano Granata        | Maximiliano Granata  | Maximiliano Granata | 1 034   | 2,25    | La Svolta                          | 909    | 2,16  | –     |
|                                         | Roberto Bernaudo           | Roberto Bernaudo     | Roberto Bernaudo    | 939     | 2,04    | Libera Azione                      | 823    | 1,96  | –     |
|                                         | Ercole Romano Porco        | Ercole Romano Porco  | Ercole Romano Porco | 307     | 0,67    | Lega Italia Federale               | 281    | 0,67  | –     |
| Totale                                  | Totale                     | 36 873               | 100                 | 45 982  | 100     |                                    | 42 031 | 100   | 40    |
|                                         |                            |                      |                     |         |         |                                    |        |       |       |
| Fonte: Ministero dell'interno           |                            |                      |                     |         |         |                                    |        |       |       |

#### Corigliano Calabro
| Candidati                     | Candidati                  | II turno                 | II turno                 | I turno | I turno | Liste                                         | Voti   | %     | Seggi |
| Candidati                     | Candidati                  | Voti                     | %                        | Voti    | %       | Liste                                         | Voti   | %     | Seggi |
| ----------------------------- | -------------------------- | ------------------------ | ------------------------ | ------- | ------- | --------------------------------------------- | ------ | ----- | ----- |
|                               | Giuseppe Geraci ✔️ Sindaco | 10 845                   | 75,29                    | 6 765   | 37,93   | Movimento Sociale Italiano - Destra Nazionale | 5 930  | 33,90 | 16    |
|                               | Saverio Costabile          | 3 560                    | 24,71                    | 3 180   | 17,83   | Insieme per Corigliano                        | 3 283  | 18,77 | 3     |
| Seggio di coalizione          | Seggio di coalizione       | Seggio di coalizione     | 24,71                    | 3 180   | 17,83   | 1                                             |        |       |       |
|                               | Carmela Tavernise          | Carmela Tavernise        | Carmela Tavernise        | 2 033   | 11,40   | Partito Democratico della Sinistra            | 1 963  | 11,22 | 1     |
| Seggio di coalizione          | Seggio di coalizione       | Seggio di coalizione     | Carmela Tavernise        | 2 033   | 11,40   | 1                                             |        |       |       |
|                               | Giulio Alfredo Iudicissa   | Giulio Alfredo Iudicissa | Giulio Alfredo Iudicissa | 1 947   | 10,92   | Democrazia Cristiana                          | 2 274  | 13,00 | 1     |
| Seggio di coalizione          | Seggio di coalizione       | Seggio di coalizione     | Giulio Alfredo Iudicissa | 1 947   | 10,92   | 1                                             |        |       |       |
|                               | Ernesto De Biase           | Ernesto De Biase         | Ernesto De Biase         | 6 110   | 34,25   | Alleanza per Corigliano                       | 1 709  | 9,77  | 1     |
| Seggio di coalizione          | Seggio di coalizione       | Seggio di coalizione     | Ernesto De Biase         | 6 110   | 34,25   | 1                                             |        |       |       |
|                               | Lorenzo Fusaro             | Lorenzo Fusaro           | Lorenzo Fusaro           | 1 496   | 8,39    | Rifondazione Comunista                        | 1 432  | 8,19  | –     |
| Seggio di coalizione          | Seggio di coalizione       | Seggio di coalizione     | Lorenzo Fusaro           | 1 496   | 8,39    | 1                                             |        |       |       |
|                               | Pasquale Cerchiara         | Pasquale Cerchiara       | Pasquale Cerchiara       | 872     | 4,89    | Fascismo e Libertà                            | 904    | 5,17  | –     |
| Seggio di coalizione          | Seggio di coalizione       | Seggio di coalizione     | Pasquale Cerchiara       | 872     | 4,89    | 1                                             |        |       |       |
| Totale                        | Totale                     | 14 405                   | 100                      | 17 837  | 100     |                                               | 17 495 | 100   | 30    |
|                               |                            |                          |                          |         |         |                                               |        |       |       |
| Fonte: Ministero dell'interno |                            |                          |                          |         |         |                                               |        |       |       |